# Les Hommes sans ailes
Pour plus de détails, voir Fiche technique et Distribution.
Les Hommes sans ailes (Muži bez křídel) est un film tchécoslovaque réalisé par František Čáp, sorti en 1946.

## Synopsis
La répression nazie s'intensifie en Tchécoslovaquie, après une attaque contre la garde du IIIe Reich. Le sabotage d'un avion dans une usine par la Résistance entraîne une fusillade de la Gestapo. L'ouvrier Petr Lom doit faire un choix : doit-il se sacrifier pour sauver ses compagnons ?

## Fiche technique
- Titre : Les Hommes sans ailes
- Titre original : Muži bez křídel
- Réalisation : František Čáp
- Directeur de la photographie : Jan Stallich
- Pays d'origine :  Tchécoslovaquie
- Format : Noir et blanc
- Genre : Drame
- Durée : 79 minutes
- Date de sortie : 1946

## Distribution
- Gustav Nezval : Petr Lom
- Eduard Linkers
- Jiřina Petrovická : Jana

## Distinctions
Le film remporte le Grand Prix (ancêtre de la Palme d'or) du Festival de Cannes 1946 conjointement avec 10 autres films.